# Amaurobius
Amaurobius és un gènere d'aranyes araneomorfs de la família Amaurobiidae, que comprèn 67 espècies. Es caracteritzen per la seva distribució Holàrtica.

## Taxonomia
- A. agastus (Chamberlin, 1947) — USA
- A. andhracus Patel & Reddy, 1990 — Índia
- A. annulatus (Kulczynski, 1906) — Península Balcànica
- A. antipovae Marusik & Kovblyuk, 2004 — Geòrgia
- A. asuncionis Mello-Leitão, 1946 — Paraguai
- A. ausobskyi Thaler & Knoflach, 1998 — Grècia
- A. barbaricus Leech, 1972 — USA
- A. barbarus Simon, 1910 — Algèria
- A. borealis Emerton, 1909 — USA, Canadà
- A. candia Thaler & Knoflach, 2002 — Creta
- A. cerberus Fage, 1931 — Espanya
- A. corruptus Leech, 1972 — USA
- A. crassipalpis Canestrini & Pavesi, 1870 — Alemanya, Suïssa, Itàlia
- A. cretaensis Wunderlich, 1995 — Creta
- A. deelemanae Thaler & Knoflach, 1995 — Grècia, Creta
- A. diablo Leech, 1972 — USA
- A. distortus Leech, 1972 — USA
- A. dorotheae (Chamberlin, 1947) — USA
- A. drenskii Kratochvíl, 1934 — Bòsnia i Hercegovina
- A. erberi (Keyserling, 1863) — Europa, Illes Canàries
- A. fenestralis (Ström, 1768) — Europa a Àsia central
- A. ferox (Walckenaer, 1830) — Holàrctic
- A. festae Caporiacco, 1934 — Líbia
- A. galeritus Leech, 1972 — USA
- A. geminus Thaler & Knoflach, 2002 — Creta
- A. hagiellus (Chamberlin, 1947) — USA
- A. heathi (Chamberlin, 1947) — USA
- A. hercegovinensis Kulczynski, 1915 — Bòsnia i Hercegovina
- A. indicus Bastawade, 2002 — Índia
- A. intermedius Leech, 1972 — USA
- A. jugorum L. Koch, 1868 — Europa
- A. kratochvili Miller, 1938 — Croàtia
- A. latebrosus Simon, 1874 — Corsica
- A. latescens (Chamberlin, 1919) — USA
- A. leechi Brignoli, 1983 — USA
- A. longipes Thaler & Knoflach, 1995 — Grècia
- A. mathetes (Chamberlin, 1947) — USA
- A. mephisto (Chamberlin, 1947) — USA
- A. milloti Hubert, 1973 — Nepal
- A. minor Kulczynski, 1915 — Europa Aquest
- A. minutus Leech, 1972 — USA
- A. nathabhaii Patel & Patel, 1975 — Índia
- A. obustus L. Koch, 1868 — Europe
- A. occidentalis Simon, 1892 — Portugal, Espanya, França
- A. ossa Thaler & Knoflach, 1993 — Grècia
- A. pallidus L. Koch, 1868 — Sud-est Europa fins a Geòrgia
- A. palomar Leech, 1972 — USA
- A. paon Thaler & Knoflach, 1993 — Grècia
- A. pavesii Pesarini, 1991 — Itàlia
- A. pelops Thaler & Knoflach, 1991 — Grècia
- A. phaeacus Thaler & Knoflach, 1998 — Grècia
- A. prosopidus Leech, 1972 — USA
- A. ruffoi Thaler, 1990 — Itàlia
- A. sciakyi Pesarini, 1991 — Itàlia
- A. scopolii Thorell, 1871 — Sud-est Europa
- A. similis (Blackwall, 1861) — Holàrctic
- A. spominimus Taczanowski, 1866 — Polònia
- A. strandi Charitonov, 1937 — Grècia, Bulgària, Ucraïna
- A. tamalpais Leech, 1972 — USA
- A. thoracicus Mello-Leitão, 1945 — Argentina
- A. transversus Leech, 1972 — USA
- A. triangularis Leech, 1972 — USA
- A. tristis L. Koch, 1875 — Etiòpia
- A. tulare Leech, 1972 — USA
- A. vachoni Hubert, 1965 — Espanya
- A. vexans Leech, 1972 — USA
- A. yanoianus Nakatsudi, 1943 — Micronèsia